# 광주청년동맹
광주청년동맹(光州靑年同盟)은 일제강점기의 광주 지역에서 결성된 청년운동 통일을 위해 조직된 단체이다.

## 개요
1920년대 들어서는 한반도에 다양한 청년단체가 결성되었고 이러한 단체들을 통합하기 위해서 1927년 11월 26일 광주 지역에 광주청년동맹이 조직되었다.
이후 여러 전라도 일대의 여러 청년 단체들을 통합했으며, 공청, 전청련, 신간회 등에 간부들이 참석하는 등 활동을 이어나갔지만 1928년 조선공산당 탄압으로 조직은 와해되었다.